# Losodokodon
Losodokodon ist eine heute ausgestorbene Gattung aus der Ordnung der Rüsseltiere, die im Oberen Oligozän vor etwa 27 bis 24 Millionen Jahren im östlichen Afrika lebte. Bekannt ist sie nur über ein Dutzend Backenzähne. Deren besonderes Kauflächenmuster bestehend aus paarig angeordneten, kegelförmigen Höckern verweist Losodokodon in die Familie der Mammutidae, einer urtümlichen Gruppe von Rüsseltieren, die sich vor rund 28 Millionen Jahren von der Linie abtrennte, die zu den heutigen Elefanten führte. Losodokodon ist das bisher stammesgeschichtlich älteste Mitglied der Mammutidae. Seine Entdeckung hat zur Folge, dass der Ursprung und die Entwicklung der moderneren Rüsseltiere, folgend aus den urtümlichen Formen des Eozäns, weitaus früher angesetzt werden muss als bisher angenommen.

## Beschreibung
Losodokodon stellt einen mittelgroßen Vertreter der Rüsseltiere dar, der aber kleiner war als das nahe verwandte Eozygodon. Nachgewiesen ist die Gattung bisher nur über insgesamt sechs Backenzähne, die den hintersten rechten und den zweiten linken, jeweils oberen Molar inklusive eines Rests des Gaumenbeins, drei Prämolaren und mehrere Fragmente eines weiteren Zahns umfassen. Der hinterste Molar wurde dabei 9,2 cm lang und 3,1 cm hoch, der zweite war mit 8,5 cm Länge und 2,8 cm Höhe etwas kleiner. Beide Zähne wiesen auf der Kauoberfläche drei jeweils paarig angeordnete, hoch kegelförmig gestaltete Zahnschmelzhöcker auf, wobei die jeweiligen Paare quer zur Längsrichtung der Zähne standen. Dadurch erhielten die Molaren einen trilophodonten Aufbau, wie er typisch für die frühen Verwandten der modernen Elefanten ist. Die Molaren sind damit schon weiter entwickelt als die durch zwei Höckerpaare (bilophodont) charakterisierten hinteren Backenzähne der allerfrühesten Rüsseltieren aus der Gruppe der Plesielephantiformes. An den Höckern erreichten die Molaren eine Breite von über 5 cm. Im Gegensatz zu anderen Vertretern der Mammutiden waren die Backenzähne somit insgesamt deutlich schmaler gebaut. Die Höcker der einzelnen Paare waren durch eine niedrige Leiste miteinander verbunden und nicht wie bei Eozygodon oder Zygolophodon durch zusätzlich kleinere, innere Höcker. Insgesamt können die Molaren so als primitiv zygodont bezeichnet werden, was als Vorstufe für die typisch zygodonten bis zygolophodonten Molaren der Mammutidae anzusehen ist. Getrennt wurden die einzelnen Höckerleisten durch tiefe, teils V-förmig gestaltete Täler. Ebenfalls im Gegensatz zu Eozygodon war die dritte Höckerreihe nicht vollständig entwickelt, allerdings gab es am hintersten Backenzahn schon einen leichten Ansatz zu einer vierten, die den Übergang zu Eozygodon mit einer voll ausgeformten vierten Leiste, bestehend aus zwei Höckern, anzeigt. Die Prämolaren waren bilophodont geformt (mit nur zwei paarig angeordneten Zahnschmelzhöckerreihen), zudem wiesen die Höcker eine deutlich buckligere Form auf, so dass die Zähne eher bunodont erschienen. Sie erreichten mit etwa 4,5 cm nur etwa die Hälfte der Molarenlänge.

## Fundort
Die Funde von Losodokodon stammen aus den Eragaleit beds, einer Serie von Ton-/Schluffsteinen und Konglomeraten sowie anderen Sedimenten, die sich zwischen zwei Strömen der Kalakol-Basalte abgelagert haben. Die Kalakol-Basalte bilden die Basis des Lothidok-Gebirges im nordwestlichen Kenia, etwa 30 km westlich des Turkana-Sees im Ostafrikanischen Graben, und sind insgesamt 785 m mächtig. Sie bestehen aus mehr als 20 einzelnen, zwischen 4 und 60 m mächtigen Strömen. Zwischen den einzelnen Strömen lagern dünne Sedimentpakete, von denen die Eragaleit beds das mächtigste ist und zudem die einzige fossilführende Lage darstellt. Sie befindet sich etwa 600 m unterhalb der Oberkante der Kalakol-Basalte. Die große Härte der Basalte bedingt nur wenige, erosiv entstandene Aufschlüsse, die meisten bestehen in den Flusstälern des Nathuraa und Eragaleit. Der größte Aufschluss, im Tal des Eragaleit gelegen, erreicht eine Höhe von 50 m. Die Basalte wurden radiometrisch mit Hilfe der Kalium-Argon-Methode datiert. Dabei liegen die Daten für den Basaltstrom unterhalb der Eragaleit beds zwischen 26,9 und 28 Millionen Jahren, für den oberhalb zwischen 24,01 und 24,04 Millionen Jahren. Somit können die Funde in das ausgehende Oligozän datiert werden. Das oligozäne Alter der Funde wird auch durch einige Beifunde typisch afrikanischen Ursprungs angezeigt wie etwa Arsinoitherium und verschiedene Vertreter der Schliefer, darüber hinaus auch einige Primaten wie Kamoyapithecus, der zu den ersten Fossilien gehört, die aus den Eragaleit beds beschrieben wurden. Insgesamt sind mehr als ein Dutzend Taxa an Säugetieren bekannt, wobei die Fauna einen Übergangscharakter hat mit älteren Formen aus dem ausgehenden Paläogen und neuen, die zum nachfolgenden Neogen überleiten (African Mid-Tertiary Event = AMTE). Überlagert werden die Basalte von der Lothidok-Formation, die sehr fossilreich ist und dem Miozän angehört.

## Systematik
Losodokodon steht als Gattung innerhalb der Ordnung der Rüsseltiere und gehört mit seinem trilophodonten Aufbau der vorderen Molaren in die Gruppe der Elephantiformes, die sich mit diesem Merkmal von den noch älteren Rüsseltierformen der Plesielephantiformes mit nur zwei Leisten auf den ersten beiden Molaren absetzen. Der Bau der Backenzähne mit dem zygodonten Kauflächenmuster verweist die Gattung in die Familie der Mammutidae, eine ausgestorbene Gruppe entfernter Verwandter der heutigen Elefanten (Elephantidae). Dabei gilt Losodokodon als ältestes unzweifelhaftes Mitglied der Mammutiden. Nahe verwandt ist Eozygodon, das aus dem Unteren Miozän des östlichen und südlichen Afrikas nachgewiesen ist. Die Mammutiden waren in Afrika entstanden, besiedelten im Verlauf ihrer Stammesgeschichte auch weite Teile Eurasiens und Nordamerikas. Zumindest in Nordamerika hielten sie sich mit der Gattung Mammut noch bis in das ausgehende Pleistozän. Laut molekulargenetischen Untersuchungen, ermittelt an Funden pleistozäner Mammut-Fossilien im Vergleich mit den heutigen Rüsseltiervertretern und dem ebenfalls ausgestorbenen Mammuthus, trennte sich die Linie der Mammutiden von der zu den heutigen Elefanten führenden vor rund 24 bis 28 Millionen Jahren.
Da die Backenzähne von Losodokodon eher primitiv  und nicht so deutlich zygodont wie bei seinen Nachfolgern ausgebildet sind, konnte mit der Entdeckung dieser Gattung aufgezeigt werden, dass auch die Mammutiden aus einer Gruppe von Rüsseltieren mit bunodonten Zähnen (also Zähne mit einem höckerigen Kauflächenmuster) heraus entstanden, wie es für viele andere Rüsseltierlinien nachgewiesen ist. Erst im Verlauf der weiteren Entwicklung bildete sich der typisch zygodonte bis zygolophodonte Zahnaufbau heraus. Außerdem schließt Losodokodon eine Lücke in der Fossilüberlieferung der Rüsseltiere in Afrika. So sind aus dem Oberen Oligozän im Vergleich zu den zahlreichen Funden des Eozäns und des Unteroligozäns nur wenige Vertreter dieser Ordnung bisher aufgefunden worden. Zu den wenigen bekannten Formen dieser Zeit gehören Chilgatherium, ein Angehöriger der Deinotherien sowie Eritreum, eine Gattung, die möglicherweise an der Basis der Entwicklung zu den Gomphotherien steht, und weiterhin ein sehr früher Vertreter von Gomphotherium selbst. Mit der Entdeckung von Losodokodon ist nun die stammesgeschichtliche Auftrennung der Gomphotherien und Mammutiden weit in das Oligozän zurückzudatieren, ebenso muss der Ursprung der Elephantiformes wesentlich früher angesetzt werden, als ursprünglich gedacht.

## Entdeckungsgeschichte
Erste Untersuchungen an den Eragaleit beds wurden bereits in den 1930er Jahren von Camille Arambourg durchgeführt und 1933 wissenschaftlich publiziert. Dieser folgten Arbeiten der University of California, beginnend 1948, während der zahlreiches Fossilmaterial entdeckt wurde, darunter auch der Oberkieferrest eines Primaten, der 1980 als erstes Fossil aus den Eragaleit beds unter dem Namen Proconsul hamiltoni wissenschaftlich beschrieben wurde (1995 erfolgte die Umbenennung in Kamoyapithecus hamiltoni). Bedeutend sind die Expeditionen von Richard und Meave Leakey in den 1980ern, bei denen umfangreiches weiteres Primatenmaterial entdeckt werden konnte. Im Jahr 1992 erfolgte eine umfangreiche Aufarbeitung der geologischen Situation des Lothidok-Gebirges, die auch absolute Altersmessungen einschloss. Das umfangreiche Fossilmaterial, das überwiegend in den National Museums of Kenya aufbewahrt ist, wurde ab 2006 wissenschaftlich aufgearbeitet, dabei konnte auch die Eigenständigkeit von Losodokodon erkannt werden.
Die wissenschaftliche Erstbeschreibung von Losodokodon erfolgte 2009 durch D. Tab Rasmussen und Mercedes Gutiérrez. Der Holotyp (Exemplarnummer KNM-LS 18244) umfasst den dritten rechten und zweiten linken Oberkiefermolar mit anhaftendem Gaumenbein. Mit Losodokodon losodokius ist nur eine Art bekannt. Der Gattungsname Losodokodon setzt sich aus „Losodok“, der lokalen Bezeichnung und Aussprache der Turkana für das Lothidok-Gebirge, und dem griechischen Wort ὀδούς ( odū́s „Zahn“) zusammen. Auch der Artzusatz referiert die Fundlokalität.